# Odetta

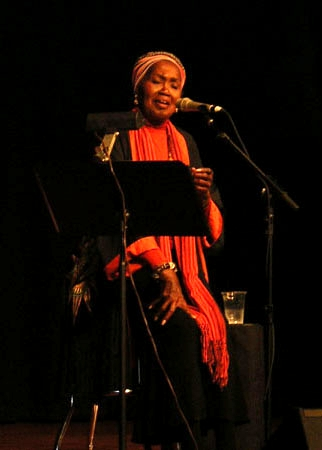
Odetta

Odetta (Odetta Holmes) (Birmingham (Alabama), 31 de diciembre de 1930 - Nueva York, 2 de diciembre de 2008) fue una cantautora y guitarrista estadounidense de folk.

## Biografía
Aunque nacida en Alabama, tras morir su padre cuando ella contaba con 7 años se trasladó con su madre a Los Ángeles, donde creció. Se inició en el mundo de la música a los 13 años, tomando lecciones de ópera.

### Comienzos de su carrera
Odetta estudió música en el Colegio de la Ciudad de Los Ángeles mientras trabajaba como trabajadora doméstica. Tuvo la esperanza de seguir a Marian Anderson, pero Odetta dudaba de que una gran chica negra se presentara en el Metropolitan Opera. Su primera experiencia profesional fue en el teatro musical en 1944, como miembro del conjunto durante cuatro años con el Hollywood Turnabout Teatro de Marionetas, trabajando junto a Elsa Lanchester. En 1949, se unió a la compañía nacional de gira del musical Finian's Rainbow.
Mientras estaba de gira con Finian's Rainbow, Odetta "conoció a un entusiasta grupo de jóvenes balladeers en San Francisco", y después de 1950 se concentró en cantar folk.
Se hizo famosa cantando en el club nocturno Blue Angel en Nueva York, y el Hungry I en San Francisco. En el Tin Angel en 1954, también en San Francisco, Odetta grabó Odetta y Larry con Larry Mohr para Fantasy Records.
Siguió una carrera en solitario, con Odetta Sings Ballads and Blues (1956) y At the Gate of Horn (1957). Odetta Sings Folk Songs fue uno de los álbumes folklóricos más vendidos de 1963.
En 1959 apareció en Tonight con Harry Belafonte, un especial televisado a nivel nacional. Ella cantó "Water Boy" y un dúo con Belafonte, "There's a Hole in the Bucket".
En 1961, Martin Luther King, Jr. la llamó "La Reina de la Música Folk Americana". También en 1961 el dúo Harry Belafonte y Odetta hizo el número 32 en el Reino Unido con la canción "There's a Hole in the Bucket". Se la recuerda por su actuación en marzo en Washington, en la manifestación de derechos civiles de 1963, en la que cantó "O Freedom". Ella describió su papel en el movimiento de los derechos civiles como "uno de los soldados privados en un ejército muy grande."
Ampliando su alcance musical, Odetta utilizó arreglos de banda en varios álbumes en lugar de tocar en solitario. Se lanzó a la música de un estilo más "del jazz" en los álbumes como Odetta and The Blues (1962) y Odetta (1967). También es muy recordada su notable actuación en 1968 en el concierto conmemorativo de Woody Guthrie en el Carnegie Hall.
Odetta actuó en varias películas durante este período, incluyendo Cinerama Holiday (1955); una producción cinematográfica de Santuario de William Faulkner (1961); y La autobiografía de Jane Pittman (1974). En 1961 apareció en un episodio de la serie de televisión Have Gun, Will Travel, interpretando a la esposa de un hombre condenado a la horca ("The Hanging of Aaron Gibbs").
Se casó dos veces, primero con Dan Gordon y luego, después de su divorcio, con Gary Shead. Su segundo matrimonio también terminó en divorcio. El cantante y guitarrista de blues Louisiana Red fue un antiguo compañero suyo.

### Carrera posterior
En mayo de 1975 apareció en el programa Say Brother de la televisión pública, interpretando "Give Me Your Hand" en el estudio. Habló de su espiritualidad, de la tradición musical en la que se inspiró y de su participación en las luchas por los derechos civiles.
En 1976, Odetta actuó en la ópera del bicentenario estadounidense Be Glad Then, America de John La Montaine, como Muse for America; con Donald Gramm, Richard Lewis y el Penn State University Choir y la Sinfónica de Pittsburgh. La producción fue dirigida por Sarah Caldwell quien era la directora de la compañía de ópera de Boston en ese entonces.
Odetta lanzó dos álbumes en el período de 20 años de 1977 a 1997: Movin 'It On, en 1987 y una nueva versión de Christmas Spirituals, producida por Rachel Faro, en 1988.

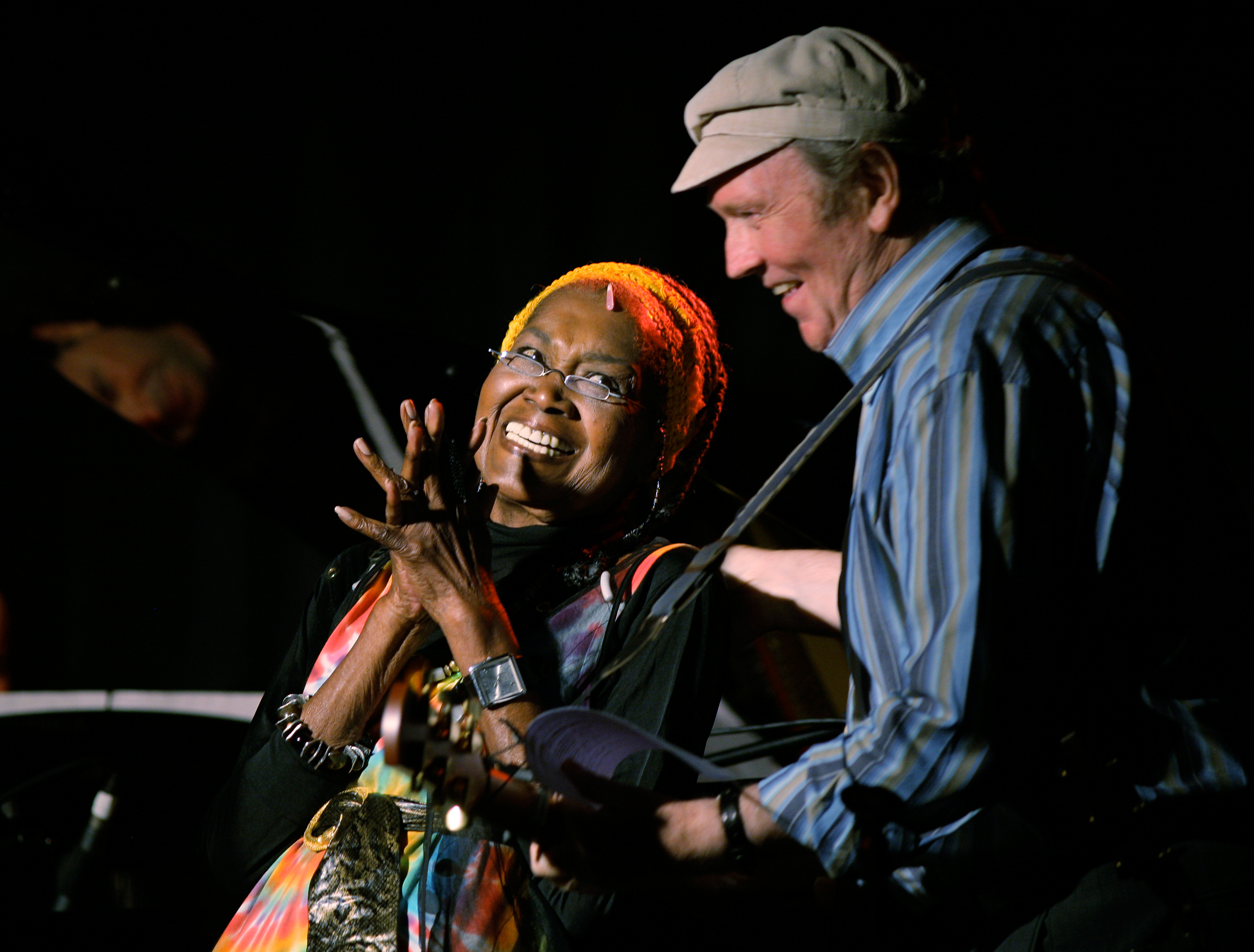
Odetta & Liam

A partir de 1998, regresó a la grabación y las giras. El nuevo CD To Ella (grabado en vivo y dedicado a su amiga Ella Fitzgerald al enterarse de su muerte antes de salir al escenario), fue lanzado en 1998 en Silverwolf Records, seguido por tres lanzamientos en M.C. Records en asociación con el pianista / arreglista / productor Seth Farber y el productor discográfico Mark Carpentieri. Estos incluyeron Blues Everywhere I Go, un álbum nominado en el 2000 al Grammy de blues / jazz y dedicado a las grandes cantantes de blues de las Big Bands de las décadas de los 20 y los 30. Después salió En busca de un hogar, en 2002 que fue nominado al Premio W.C. Handy y dedicado a LeadBelly. Y el Gonna Let It Shine de 2007 nominado al Grammy, un álbum en vivo de canciones evangélicas y espirituales apoyado por Seth Farber y The Holmes Brothers. Estas grabaciones y giras la llevaron a la aparición de invitada en catorce nuevos álbumes de otros artistas entre 1999 y 2006 y la reedición de 45 antiguos álbumes de Odetta y apariciones de compilaciones.
El 29 de septiembre de 1999, el presidente Bill Clinton entregó a Odetta la Medalla Nacional de Artes de la Fundación Nacional para las Artes. En 2004, Odetta fue homenajeada en el Kennedy Center con el "Visionary Award" junto con un homenaje de Tracy Chapman. En 2005, la Biblioteca del Congreso la honró con su "Living Legend Award".
A mediados de septiembre de 2001, Odetta actuó con el Boys 'Choir of Harlem en el Late Show con David Letterman, apareciendo en el primer show después de que Letterman volviera a transmitir, habiendo estado fuera del antena durante varias noches después de los acontecimientos del 11 de septiembre; interpretaron "Esta Pequeña Luz Mía".
El documental de 2005 No Direction Home, dirigido por Martin Scorsese, destaca su influencia musical sobre Bob Dylan, el tema del documental. La película contiene un clip de archivo de Odetta interpretando "Waterboy" en la televisión en 1959, así como su "Mule Skinner Blues" y "No More Auction Block for Me".
En 2006, Odetta abrió los espectáculos para la cantante de jazz Madeleine Peyroux, y en 2006 viajó a Estados Unidos, Canadá y Europa acompañada por su pianista, que incluyó ser presentado por la Embajada de Estados Unidos en Letonia como oradora principal en una conferencia de derechos humanos. También hizo un concierto en el histórico milenario Maza Guild Hall de 1000 años de Riga. En diciembre de 2006, el Festival Folclórico de Winnipeg honró a Odetta con su "Lifetime Achievement Award". En febrero de 2007, la Alianza Folclórica Internacional otorgó a Odetta el título de "Artista Popular Tradicional del Año".
El 24 de marzo de 2007, un concierto de tributo a Odetta fue presentado en el Teatro Rachel Schlesinger por la Asociación Mundial de Música Folclórica con presentaciones en vivo y vídeos de homenaje de Pete Seeger, Madeleine Peyroux, Harry Belafonte, Janis Ian, Sweet Honey in the Rock, Josh White Jr. (Josh White), Peter, Paul y Mary, Oscar Brand, Tom Rush, Jesse Winchester, Eric Andersen, Wavy Gravy, David Amram, Roger McGuinn, Robert Sims, Carolyn Hester, Donal Leace, Side, y Laura McGhee.
En 2007, el álbum de Odetta Gonna Let It Shine fue nominado para un Grammy, y completó una importante gira de conciertos de otoño en el programa "Songs of Spirit", que incluyó a artistas de todo el mundo. Viajó alrededor de Norteamérica a finales de 2006 y a principios de 2007 para apoyar este CD.

### Tour final
El 21 de enero de 2008, Odetta fue el orador principal en la conmemoración de Martin Luther King, Jr. de San Diego, seguida de conciertos en San Diego, Santa Bárbara, Santa Mónica y Mill Valley, además de ser el único invitado para la noche en PBS-TV, en el Tavis Smiley Show.
Odetta fue honrada el 8 de mayo de 2008 en una noche histórica del tributo, en el Banjo Jim en el East Village.
En el verano de 2008, a la edad de 77 años, lanzó una gira norteamericana, donde cantó desde una silla de ruedas. Su set de canciones incluyó "Esta Pequeña Luz de Mina", y los temas de Lead Belly' "The Bourgeois Blues", "(Algo Interior) Tan Fuerte "," A veces me siento como un niño sin madre " y " La Casa del Sol Naciente ".
Ella hizo una aparición el 30 de junio de 2008, en el Bitter End en la calle de Bleecker, en New York para un concierto en tributo a Liam Clancy. Su último gran concierto, antes de miles de personas, fue en el Golden Gate Park de San Francisco el 4 de octubre de 2008, para el Hardly Strictly Bluegrass Festival. Su última actuación fue en Hugh's Room en Toronto el 25 de octubre.

### Muerte
Barack Obama la invitó a participar en su ceremonia de investidura, pero falleció el 2 de diciembre de 2008 a los 77 años de edad a causa de una enfermedad cardíaca en el Hospital Lenox Hill de Nueva York.
En un servicio conmemorativo para ella en febrero de 2009 en la iglesia de la ciudad de Nueva York, los participantes incluyeron a Maya Angelou, a Pete Seeger, a Harry Belafonte, a Steve Earle, a Peter Yarrow, a Maria Muldaur, Josh White, Jr., Emory Joseph, Rattlesnake Annie, el Coro de Cámara de la Escuela Técnica de Brooklyn, y tributos grabados de Tavis Smiley y Joan Báez.

## Influencia
Odetta influenció a Harry Belafonte, quien "la citó como una influencia clave" en su carrera musical; Bob Dylan, quien dijo: "Lo primero que me convirtió al canto folk fue Odetta. Oí un disco suyo Odetta Sings Ballads and Blues en una tienda de discos, cuando podías escuchar discos ahí mismo en la tienda, y luego salí y cambié mi guitarra eléctrica y mi amplificador por una guitarra acústica, una Gibson plana. [El álbum fue] algo vital y personal, aprendí todas las canciones de ese disco ";  Joan Báez, quien dijo:" Odetta era una diosa, su pasión me emocionó, aprendí todo lo que cantaba "; ] Janis Joplin, que "pasó gran parte de su adolescencia escuchando a Odetta, que también fue la primera persona que Janis imitó cuando empezó a cantar", la poetisa Maya Angelou, quien una vez dijo: "Si sólo uno pudiera estar seguro de que cada 50 años una voz y un alma como la de Odetta vendrían, los siglos pasarían tan rápido y sin dolor que casi no volveríamos; John Waters, cuyo guión original para Hairspray la menciona como una influencia en los beatniks; y Carly Simon, que citó a Odetta como una influencia importante y dijo de "ir débil en las rodillas" cuando ella tuvo la oportunidad de conocerla en el Greenwich Village.

## Discografía

### Álbumes de estudio
- 1954 The Tin Angel (con Larry Mohr)
- 1956 Odetta Sings Ballads and Blues Tradition TLP1010
- 1957 At the Gate of Horn Tradition TLP1025
- 1959 My Eyes Have Seen Vanguard VSD2046
- 1960 Ballad For Americans and Other American Ballads Vanguard VSD2057
- 1960 Christmas Spirituals Vanguard VSD2079
- 1962 Odetta and The Blues Riverside RLP9417
- 1962 Sometimes I Feel Like Cryin' RCA Victor LSP-2573
- 1963 One Grain of Sand Vanguard VSD2153
- 1963 Odetta and Larry Fantasy FS3252
- 1963 Odetta Sings Folk Songs RCA Victor LSP-2643
- 1964 It's a Mighty World RCA Victor LSP-2792
- 1964 Odetta Sings of Many Things RCA Victor LSP-2923
- 1965 Odetta Sings Dylan RCA Victor LSP-3324
- 1967 Odetta FTS3014
- 1970 Odetta Sings Polydor
- 1987 Movin' It On RQ101
- 1988 Christmas Spirituals (new recording) ALC104
- 1999 Blues Everywhere I Go ** MC0038
- 2001 Looking For a Home

### Álbumes en directo
- 1960 Odetta at Carnegie Hall Vanguard VSD2072
- 1962 Town Hall Vanguard VSD2109
- 1966 Odetta in Japan RCA LSP3457
- 1973 The Essential Odetta. Combinación de Carnegie Hall & Town Hall

- 1976 Odetta at the Best of Harlem
- 1998 To Ella. También publicado como Odetta & American Folk Pioneer

- 2002 Women in (E)motion
- 2005 Gonna Let It Shine **

### Compilationes
- 1963 Odetta
- 1967 The Best of Odetta

- 1994 The Best of Odetta: Ballads and Blues
- 1999 The Best of the Vanguard Years
- 2000 Livin' with the Blues
- 2000 Absolutely the Best
- 2002 The Tradition Masters
- 2006 Best of the M.C. Records Years 1999-2005
- 2007 Vanguard Visionaries

### Colectivos
- 1964 We Shall Overcome: The March on Washington. Temas: "Freedom Trilogy": "I'm on My Way", "Come and Go with Me" & "Oh Freedom".

- 1968 A Tribute To Woodie Guthrie Vol. 1. Tema: "This Land Is Your Land/Narration" (con Arlo Guthrie & co. y Will Geer)

- 1969 The Original Hits Of Right Now Plus Some Heavies From The Motion Picture "Easy Rider". Tema: "Ballad of Easy Rider"

- 1970 A Tribute To Woodie Guthrie Vol. 2, "Pastures of Plenty"
- 1972 Greatest Songs of Woody Guthrie

- 1999 - Philadelphia Folk Festival - 40th Anniversary

## Premios
- Medalla Nacional de las Artes entregado por del entonces Presidente Bill Clinton. (1999)
- Premio a la Leyenda Viva otorgado por el Congreso de Estados Unidos.
- En 2007 fue nominada al Grammy por su último trabajo, Gonna Let It Shine.